# يوحنا الخامس
يوحنا الخامس (باللاتينية: Ioannes V) ـ (635 ـ 2 أغسطس 686) هو بابا الكنيسة الكاثوليكية من تكريسه في 23 يوليو 685 إلى وفاته في 2 أغسطس من العام التالي. وهو الأول في سلسلة البابوات العشرة ذوي الأصول الشرقية؛ إذ ولد في أنطاكية ببلاد الشام. حل الوفاق أثناء بابويته بين مدينة روما والإمبراطورية البيزنطية.